# Београдски џез фестивал
Београдски џез фестивал је фестивал џез музике који се одржава годишње у Београду. У октобру 2007. године одржан је 23. пут.
Фестивал је покренут 1971. године, а на њему су наступали познати џез-музичари: Луј Армстронг, Дизи Гилеспи, Мајлс Дејвис, Чарли Паркер. Прекид у одржавању фестивала је настао 1991. године и трајао је до 2005, када је поново покренут.
Маја 2007. године, Београдски џез фестивал је увршћен је у манифестације од посебног значаја за град Београд.

## Београдски џез фестивал 2007. године
Од 24. до 29. октобра 2007. године, фестивал је одржан по 23. пут, у организацији београдског Дома омладине, под слоганом: Стриктно џез. Најпознатији извођачи тог издања фестивала су били: Ди Ди Бриџвотер, Марија Жоао, Бред Мелдау и Ђанлуиђи Тровези. Укупни буџет 23. фестивала је био око 15 милиона динара, од чега је Град Београд дао осам милиона динара, што је двоструко више него претходне године.